# Autoportrait dit au col rayé
Autoportrait dit au col rayé est un tableau réalisé par le peintre français Gustave Courbet en 1854. Cette huile sur toile est un autoportrait dans lequel l'artiste se représente en buste, aperçu par son profil gauche. Il y figure portant une veste au col rayé empruntée à Alfred Bruyas. Don de ce dernier en 1868, l'œuvre est conservée au musée Fabre, à Montpellier, dans l'Hérault.